# Campionato nordico di calcio
Il Campionato nordico di calcio (in norvegese: Nordisk Mesterskap; in danese: Nordisk Mesterskab; in svedese: Nordiska Mästerskapet), che tradotto significa  campionati nordici e comunemente abbreviato in NM, fu una competizione calcistica riservata proprio alle Nazionali dei paesi nordici, che fu attiva dal 1924 al 2001. Nella prima edizione, parteciparono soltanto Norvegia, Svezia e Danimarca, mentre la Finlandia si aggiunse dalla seconda. Nell'ultima, invece, ne entrarono a far parte anche Islanda e Fær Øer.

## Storia
La competizione nacque per un'iniziativa danese. Al termine della prima guerra mondiale, infatti, il contratto che prevedeva due sfide annuali tra Norvegia, Danimarca e Svezia, giunse alla scadenza. In occasione del 35º anniversario dalla fondazione della federazione calcistica danese (DBU), essa raggiunse un accordo con quella norvegese (NFF) e quella svedese (SFF) per organizzare un torneo riservato ai paesi nordici, con l'idea di farlo durare per i successivi cinque anni. Fu proprio la Danimarca ad aggiudicarsene la prima edizione, al termine di un duello con la Svezia: la Norvegia, infatti, pareggiò un solo incontro su dieci, perdendo tutti gli altri.
L'edizione seguente fu vinta proprio dalla Norvegia, per l'unica volta nella sua storia. Successivamente, cominciò il dominio svedese: arrivarono infatti 9 titoli consecutivi, il primo nell'edizione 1933-1936 e l'ultimo in quella del 1972-1977. Seguirono due successi danesi e, infine, uno per la Nazionale finlandese.

## Albo d'oro
| Vittorie | Nazione   | Anno/i                                                                                            |
| -------- | --------- | ------------------------------------------------------------------------------------------------- |
| 9        | Svezia    | 1933-1936, 1937-1947, 1948-1951, 1952-1955, 1956-1959, 1960-1963, 1964-1967, 1968-1971, 1972-1977 |
| 3        | Danimarca | 1924-1928, 1978-1980, 1981-1983                                                                   |
| 1        | Norvegia  | 1929-1932                                                                                         |
| 1        | Finlandia | 2000-2001                                                                                         |

## Edizioni
| Nordisk Mesterskap | Nordisk Mesterskap | Nordisk Mesterskap | Nordisk Mesterskap | Nordisk Mesterskap    | Nordisk Mesterskap |
| ------------------ | ------------------ | ------------------ | ------------------ | --------------------- | ------------------ |
| Anno               |                    | Classifica finale  | Classifica finale  | Classifica finale     | Classifica finale  |
| Anno               | Campione           | 2º posto           | 3º posto           | 4º posto              |                    |
| 1924-1928 Dettagli | Danimarca          | Svezia             | Norvegia           | Solo tre partecipanti |                    |
| 1929-1932 Dettagli | Norvegia           | Svezia             | Danimarca          | Finlandia             |                    |
| 1933-1936 Dettagli | Svezia             | Danimarca          | Norvegia           | Finlandia             |                    |
| 1937-1947 Dettagli | Svezia             | Danimarca          | Norvegia           | Finlandia             |                    |
| 1948-1951 Dettagli | Svezia             | Danimarca          | Norvegia           | Finlandia             |                    |
| 1952-1955 Dettagli | Svezia             | Norvegia           | Danimarca          | Finlandia             |                    |
| 1956-1959 Dettagli | Svezia             | Norvegia           | Danimarca          | Finlandia             |                    |
| 1960-1963 Dettagli | Svezia             | Danimarca          | Norvegia           | Finlandia             |                    |
| 1964-1967 Dettagli | Svezia             | Danimarca          | Finlandia          | Norvegia              |                    |
| 1968-1971 Dettagli | Svezia             | Danimarca          | Norvegia           | Finlandia             |                    |
| 1972-1977 Dettagli | Svezia             | Danimarca          | Norvegia           | Finlandia             |                    |
| 1978-1980 Dettagli | Danimarca          | Svezia             | Norvegia           | Finlandia             |                    |
| 1981-1983 Dettagli | Danimarca          | Svezia             | Norvegia           | Finlandia             |                    |
| 2000-2001 Dettagli | Finlandia          | Islanda            | Danimarca          | Norvegia              |                    |

## Piazzamenti
| Squadra   | 1º | 2º | 3º | 4º |
| Svezia    | 9  | 4  | 0  | 0  |
| Danimarca | 3  | 7  | 4  | 0  |
| Norvegia  | 1  | 2  | 9  | 2  |
| Finlandia | 1  | 0  | 1  | 11 |
| Islanda   | 0  | 1  | 0  | 0  |

## Partecipazioni e prestazioni nelle fasi finali
| Nazionale            | 1924-1928 | 1929-1932 | 1933-1936 | 1937-1947 | 1948-1951 | 1952-1955 | 1956-1959 | 1960-1963 | 1964-1967 | 1968-1971 | 1972-1977 | 1978-1980 | 1981-1983 | 2000-2001 | Partecip. | Vittorie |
| -------------------- | --------- | --------- | --------- | --------- | --------- | --------- | --------- | --------- | --------- | --------- | --------- | --------- | --------- | --------- | --------- | -------- |
| Svezia               | 2°        | 2°        | 1°        | 1°        | 1°        | 1°        | 1°        | 1°        | 1°        | 1°        | 1°        | 2°        | 2°        | 5°        | 14        | 9        |
| Danimarca            | 1°        | 3°        | 2°        | 2°        | 2°        | 3°        | 3°        | 2°        | 2°        | 2°        | 2°        | 1°        | 1°        | 3°        | 14        | 3        |
| Norvegia             | 3°        | 1°        | 3°        | 3°        | 3°        | 2°        | 2°        | 3°        | 4°        | 3°        | 3°        | 3°        | 3°        | 4°        | 14        | 1        |
| Finlandia            | -         | 4°        | 4°        | 4°        | 4°        | 4°        | 4°        | 4°        | 3°        | 4°        | 4°        | 4°        | 4°        | 1°        | 13        | 1        |
| Islanda              | -         | -         | -         | -         | -         | -         | -         | -         | -         | -         | -         | -         | -         | 2°        | 1         | -        |
| Fær Øer              | -         | -         | -         | -         | -         | -         | -         | -         | -         | -         | -         | -         | -         | 6°        | 1         | -        |
| Squadre partecipanti | 3         | 4         | 4         | 4         | 4         | 4         | 4         | 4         | 4         | 4         | 4         | 4         | 4         | 6         | Edizioni  | 14       |

Legenda: 1° = Primo classificato, 2° = Secondo classificato, 3° = Terzo classificato, 4° = Quarto classificato, 5° = Quinto classificato, 6° = Sesto classificato

## Esordienti
| Anno                       | Nazionali esordienti        |
| -------------------------- | --------------------------- |
| 1924-1928                  | Danimarca, Norvegia, Svezia |
| 1929-1932                  | Finlandia                   |
| Dal 1933-1936 al 1981-1983 | Nessuna squadra esordiente  |
| 2000-2001                  | Fær Øer, Islanda            |